# 觀音座蓮舅
觀音座蓮舅（学名：Ptisana pellucida）为合囊蕨科粒囊蕨属下的一个种。其种加词“pellucida”意为“透明的”。